# Eigeltingen
Eigeltingen là một thị xã nằm ở huyện Konstanz, thuộc bang Baden-Württemberg, Đức.

## Dân số
| Năm    | 1961 | 1970 | 1987 | 1991 | 1995 | 2005 | 2010 | 2015 | 2020 |
| ------ | ---- | ---- | ---- | ---- | ---- | ---- | ---- | ---- | ---- |
| Số dân | 1105 | 1367 | 2834 | 2991 | 3235 | 3516 | 3572 | 3751 | 3861 |

## Thị trưởng
- 1957-1975: Johann Wissler
- 1975–1977: Bruno Braun
- 1977-1993: Werner Bart
- 1993-1999: Armin Müller
- 1999-2008: Ralf Bendl
- Từ năm 2008: Alois Fritschi (CDU)

## Thư viện ảnh

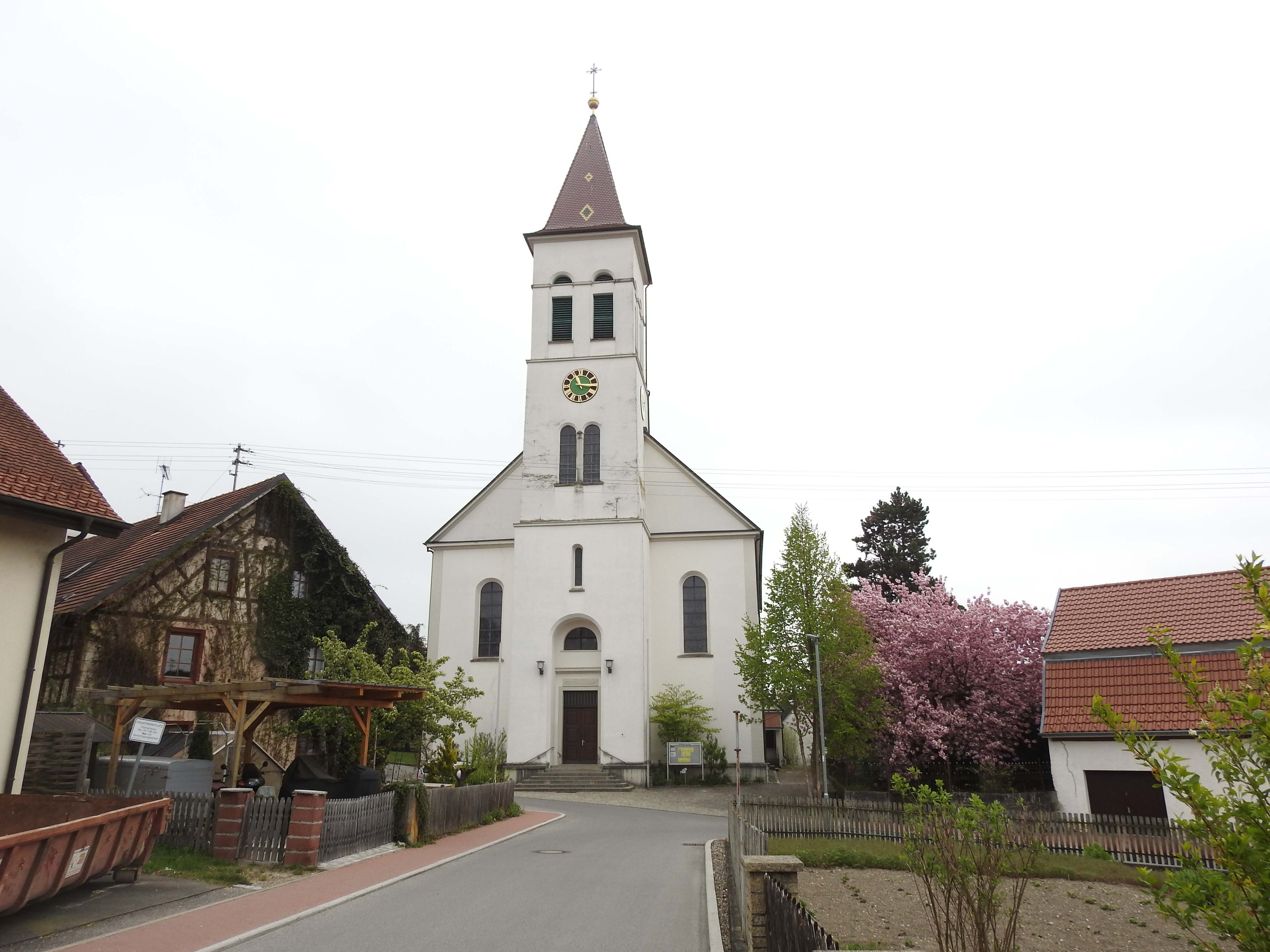
Nhà thờ Thánh Mauritius
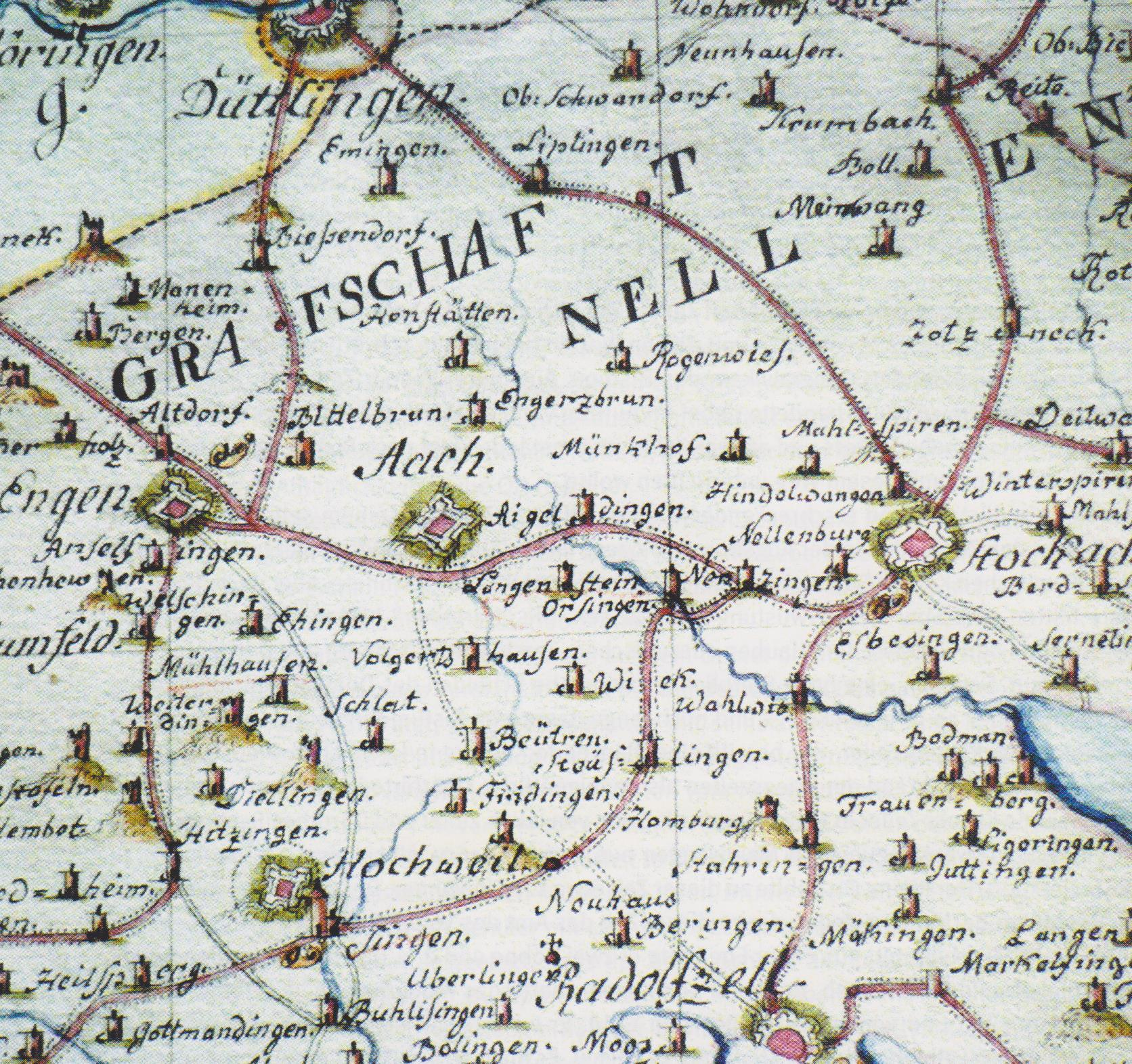
Aigeldingen trên bản đồ thế kỷ 18 của Hạt Nellenburg
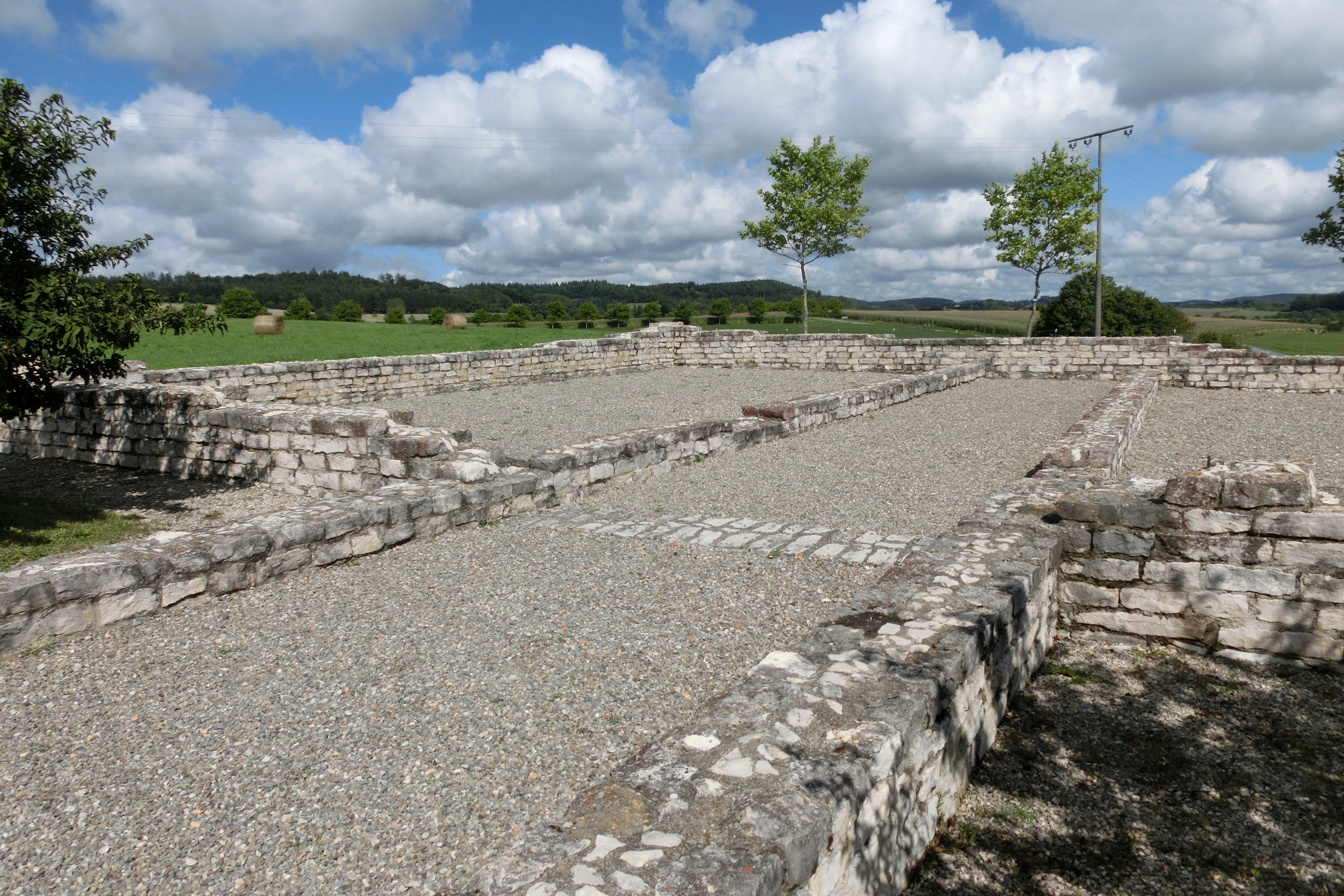
Di tích khảo cổ